# Сандетоле (Фиренца)
Сандетоле је насеље у Италији у округу Фиренца, региону Тоскана.
Према процени из 2011. у насељу је живело 760 становника. Насеље се налази на надморској висини од 145 м.